# Classe Ingul
Le unità appartenenti alla classe Ingul (progetto 1452 secondo la classificazione russa) sono rimorchiatori di grandi dimensioni progettati per svolgere compiti di salvataggio e recupero. La classe comprende anche alcune unità costruite per scopo civile (progetto 1453).
La classificazione russa per queste navi è in russo спасательный буксир?, spasatel'nyj buksir, "rimorchiatore da salvataggio", abbreviato SB.

## Tecnica
I classe Ingul hanno dimensioni notevoli, e sono molto ben equipaggiati. Infatti, le dotazioni di bordo comprendono due argani per il rimorchio, un sistema per il trasferimento a bordo dell'equipaggio di navi in difficoltà, pompe di salvataggio, quattro cannoni ad acqua con ruolo antincendio ed alcune piccole imbarcazioni.
Inoltre, hanno anche una buona capacità di carico.
Le loro dotazioni rendono questi rimorchiatori estremamente efficaci, e li mettono in grado di agire con notevoli possibilità di successo.

## Utilizzo

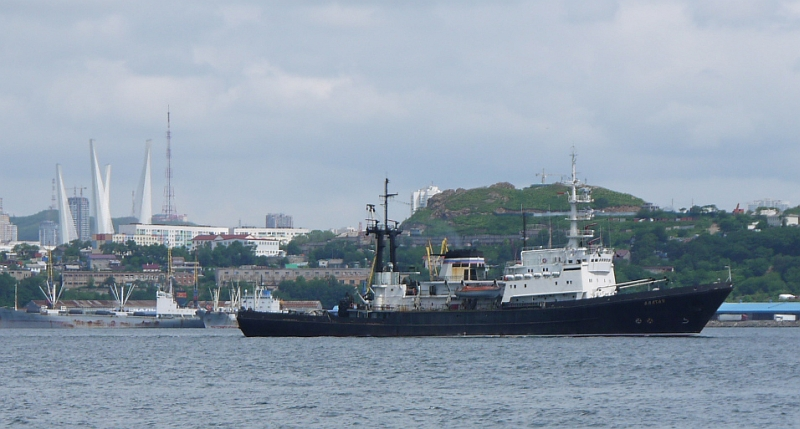
Il rimorchiatore da salvataggio russo Alatau (progetto 1452) nel 2015

Questi rimorchiatori vengono utilizzati prevalentemente per compiti di salvataggio e recupero.
La classe comprende sei unità, tutte costruite nei cantieri navali di Leningrado. Tre di queste sono in servizio con la marina militare russa (dati del 2023).
Progetto 1452
- Pamir: entrata in servizio nel 1974 ed operativa nella Flotta del Nord.
- Mašuk: entrata in servizio nel 1975 ed operò nella Flotta del Pacifico, è stata radiata nel 2018.
- Alatau: entrata in servizio nel 1983 ed operativa nella Flotta del Pacifico.
- Altaj (ex Karabach fino al 1992): entrata in servizio nel 1987 ed operativa nella Flotta del Nord.

Altri due esemplari sono in servizio con compiti civili.
Progetto 1453
- Lucky Eva (ex Jaguar fino al 1998, poi Hua Yi fino al 2008): entrata in servizio nel 1976 ed operò nella Compagnia di navigazione del Mar Nero dell'Unione Sovietica fino al 1992, e poi nella Black Sea Shipping Company, ovvero BLASCO (in ucraino «Чорноморське морське пароплавство»?; Ucraina). Intorno al 1998 è stata venduta all'impresa pubblica cinese Shanghai Salvage (Shanghai) e poi nel 2008 alla compagnia di navigazione panamense Rong Xin Shipping (Panama). Attualmente non è più operativa dal 2009.
- Chameleon (ex Bars fino al 1996, poi Hua Ru fino al 2002): entrata in servizio nel 1977 ed operò nella Compagnia di navigazione dell'Estremo Oriente dell'Unione Sovietica fino al 1992, e poi nell'impresa pubblica russa Distaccamento di soccorso e lavori subacquei di Vladivostok del Gosmorspecslužba (in russo Госморспецслужба России?; ora Rosmorrechflot Marine Rescue Service, in russo Морская спасательная служба Росморречфлота?). Nel 1996 è stata venduta a Shanghai (Cina) e poi nel 2002 alla compagnia di navigazione liberiana Begonia Shipping (Monrovia). Nel 2007 è stata venduta alla compagnia di navigazione panamense Sea Link Shipping (Panama) e radiata nel 2008.